# Wybory parlamentarne w Kanadzie w 2006 roku
39. wybory parlamentarne w Kanadzie, odbyły się 23 stycznia 2006 roku. Ze względów na różne strefy czasowe w Kanadzie, komisje kończyły swoje prace o różnych porach. Pierwsze komisje wyborcze zostały zamknięte o godzinie 19.00 czasu ET (godzina 01:00 czasu środkowoeuropejskiego); Wyniki wyborów dały zwycięstwo Konserwatywnej Partii Kanady, która zdobyła 40,3% miejsc w parlamencie, co jej dało 124 mandaty w 308-miejscowej izbie (wzrost o 25 mandatów w porównaniu z rokiem 2004). W wyborach konserwatyści zdobyli 36,3% głosów (wzrost o 6,7% w porównaniu z rokiem 2004). W rezultacie, desygnowanym na stanowisko premiera Kanady został przewodniczący partii Stephen Harper. Krótko po północy, urzędujący premier Kanady Paul Martin zapowiedział swoją dymisję ze stanowiska szefa rządu i jednocześnie ustąpienie z funkcji przewodniczącego Liberalnej Partii Kanady, będzie jednak nadal deputowanym do parlamentu kanadyjskiego.

## Wybory a strefy czasowe
Głosowanie odbyło się 23 stycznia 2006, jednak ze względu na podział Kanady na strefy czasowe, swój głos można było oddać w różnych godzinach:
| Prowincje i terytoria                             | Godzina (czas lokalny)                                 | Godzina (CET)                   |
| ------------------------------------------------- | ------------------------------------------------------ | ------------------------------- |
| Nowa Fundlandia i Labrador                        | 8:30 - 20:30 NT 8:00 - 20:00 AT (część)                | 13:00 - 01:00 komisje zamknięte |
| Wyspa Księcia Edwarda Nowa Szkocja Nowy Brunszwik | 8:30 - 20:30 AT                                        | 13:30 - 01:30 polls closed      |
| Quebec                                            | 9:30 - 21:30 ET 10:30am - 10:30 pm (closed) AT (parts) | 15:30 - 03:30 polls closed      |
| Ontario Nunavut                                   | 9:30 - 21:30 ET 8:30 - 20:30 (closed) CT (parts)       | 15:30 - 03:30 polls closed      |
| Saskatchewan Manitoba                             | 8:30 - 20:30 CT                                        | 15:30 - 03:30 polls closed      |
| Alberta Terytoria Północno-Zachodnie              | 7:30 - 19:30 MT                                        | 15:30 - 03:30 polls closed      |
| Kolumbia Brytyjska Jukon                          | 7:00 - 19:00 PT 8:00 - 20:00 MT (parts)                | 14:00 - 02:00 polls closed      |

## Wyniki wyborów
Frekwencja w wyborach wyniosła 64,5%.
| Wyniki wyborów parlamentarnych w Kanadzie z dnia 23 stycznia 2006 na godzinę 06:22 CET | Wyniki wyborów parlamentarnych w Kanadzie z dnia 23 stycznia 2006 na godzinę 06:22 CET | Wyniki wyborów parlamentarnych w Kanadzie z dnia 23 stycznia 2006 na godzinę 06:22 CET | Wyniki wyborów parlamentarnych w Kanadzie z dnia 23 stycznia 2006 na godzinę 06:22 CET | Wyniki wyborów parlamentarnych w Kanadzie z dnia 23 stycznia 2006 na godzinę 06:22 CET | Wyniki wyborów parlamentarnych w Kanadzie z dnia 23 stycznia 2006 na godzinę 06:22 CET | Wyniki wyborów parlamentarnych w Kanadzie z dnia 23 stycznia 2006 na godzinę 06:22 CET | Wyniki wyborów parlamentarnych w Kanadzie z dnia 23 stycznia 2006 na godzinę 06:22 CET | Wyniki wyborów parlamentarnych w Kanadzie z dnia 23 stycznia 2006 na godzinę 06:22 CET | Wyniki wyborów parlamentarnych w Kanadzie z dnia 23 stycznia 2006 na godzinę 06:22 CET | Wyniki wyborów parlamentarnych w Kanadzie z dnia 23 stycznia 2006 na godzinę 06:22 CET | Wyniki wyborów parlamentarnych w Kanadzie z dnia 23 stycznia 2006 na godzinę 06:22 CET | Wyniki wyborów parlamentarnych w Kanadzie z dnia 23 stycznia 2006 na godzinę 06:22 CET |
| Partia                                                                                 | Partia                                                                                 | Lider                                                                                  | Kandydaci                                                                              | Kandydaci                                                                              | Kandydaci                                                                              | Miejsca                                                                                | Miejsca                                                                                | Miejsca                                                                                | Miejsca                                                                                | Głosy                                                                                  | Głosy                                                                                  | Głosy                                                                                  |
| -------------------------------------------------------------------------------------- | -------------------------------------------------------------------------------------- | -------------------------------------------------------------------------------------- | -------------------------------------------------------------------------------------- | -------------------------------------------------------------------------------------- | -------------------------------------------------------------------------------------- | -------------------------------------------------------------------------------------- | -------------------------------------------------------------------------------------- | -------------------------------------------------------------------------------------- | -------------------------------------------------------------------------------------- | -------------------------------------------------------------------------------------- | -------------------------------------------------------------------------------------- | -------------------------------------------------------------------------------------- |
| Partia                                                                                 | Partia                                                                                 | Lider                                                                                  | #                                                                                      | ♀                                                                                      | ♂                                                                                      | 2004                                                                                   | Rozkład                                                                                | 2006                                                                                   | % zmiana                                                                               | #                                                                                      | %                                                                                      | Zmiana                                                                                 |
|                                                                                        | Konserwatywna Partia Kanady                                                            | Stephen Harper                                                                         | 308                                                                                    | 38                                                                                     | 270                                                                                    | 99                                                                                     | 98                                                                                     | 124                                                                                    | +25.3%                                                                                 | 5 367 600                                                                              | 36.3%                                                                                  | +6.6%                                                                                  |
|                                                                                        | Liberalna Partia Kanady                                                                | Paul Martin                                                                            | 308                                                                                    | 79                                                                                     | 229                                                                                    | 135                                                                                    | 133                                                                                    | 103                                                                                    | -23.7%                                                                                 | 4 474 400                                                                              | 30.2%                                                                                  | -6.5%                                                                                  |
|                                                                                        | Blok Quebecu                                                                           | Gilles Duceppe                                                                         | 75                                                                                     | 23                                                                                     | 52                                                                                     | 54                                                                                     | 53                                                                                     | 51                                                                                     | -5.6%                                                                                  | 1 551 800                                                                              | 10.5%                                                                                  | -1.9%                                                                                  |
|                                                                                        | Nowa Demokratyczna Partia Kanady                                                       | Jack Layton                                                                            | 308                                                                                    | 108                                                                                    | 200                                                                                    | 19                                                                                     | 18                                                                                     | 29                                                                                     | +52.6%                                                                                 | 2 588 200                                                                              | 17.5%                                                                                  | +1.8%                                                                                  |
|                                                                                        | Politycy niezależni                                                                    | Brak lidera                                                                            | 90                                                                                     | 8                                                                                      | 82                                                                                     | 1                                                                                      | 4                                                                                      | 1                                                                                      | brak                                                                                   | 77 438                                                                                 | 0.5%                                                                                   | brak                                                                                   |
|                                                                                        | Zielona Partia Kanady                                                                  | Jim Harris                                                                             | 308                                                                                    | 72                                                                                     | 236                                                                                    | -                                                                                      | -                                                                                      |                                                                                        |                                                                                        | 665 600                                                                                | 4.5%                                                                                   | +0.2%                                                                                  |
|                                                                                        | Kanadyjska Partia Dziedzictwa Chrześcijańskiego                                        | Ron Gray                                                                               | 45                                                                                     | 8                                                                                      | 37                                                                                     | -                                                                                      | -                                                                                      |                                                                                        |                                                                                        | 28 263                                                                                 | 0.2%                                                                                   | -0.1%                                                                                  |
|                                                                                        | Kanadyjska Partia Progresywna                                                          | Tracy Parsons                                                                          | 25                                                                                     | 1                                                                                      | 24                                                                                     | -                                                                                      | -                                                                                      |                                                                                        |                                                                                        | 14 441                                                                                 | 0.1%                                                                                   | 0.0%                                                                                   |
|                                                                                        | Komunistyczna Partia Kanady (Marksistowsko-Leninowska)                                 | Sandra Smith                                                                           | 69                                                                                     | 24                                                                                     | 45                                                                                     | -                                                                                      | -                                                                                      |                                                                                        |                                                                                        | 9 278                                                                                  | 0.0%                                                                                   | 0.0%                                                                                   |
|                                                                                        | Kanadyjska Partia Marihuany                                                            | Blair Longley                                                                          | 23                                                                                     | 1                                                                                      | 22                                                                                     | -                                                                                      | -                                                                                      |                                                                                        |                                                                                        | 9 259                                                                                  | 0.1%                                                                                   | -0.1%                                                                                  |
|                                                                                        | Kanadyjska Partia Akcji                                                                | Connie Fogal                                                                           | 34                                                                                     | 8                                                                                      | 26                                                                                     | -                                                                                      | -                                                                                      |                                                                                        |                                                                                        | 6 197                                                                                  | 0.0%                                                                                   | -0.1%                                                                                  |
|                                                                                        | Komunistyczna Partia Kanady                                                            | Miguel Figueroa                                                                        | 21                                                                                     | 7                                                                                      | 14                                                                                     | -                                                                                      | -                                                                                      |                                                                                        |                                                                                        | 3 127                                                                                  | 0.0%                                                                                   | 0.0%                                                                                   |
|                                                                                        | Libertariańska Partia Kanady                                                           | Jean-Serge Brisson                                                                     | 10                                                                                     | 1                                                                                      | 9                                                                                      | -                                                                                      | -                                                                                      |                                                                                        |                                                                                        | 2 995                                                                                  | 0.0%                                                                                   | 0.0%                                                                                   |
|                                                                                        | Narodowa Partia Pierwszych Ludzi                                                       | Barbara Wardlaw                                                                        | 5                                                                                      | 0                                                                                      | 5                                                                                      | *                                                                                      | -                                                                                      |                                                                                        | *                                                                                      | 1 340                                                                                  | 0.0%                                                                                   | *                                                                                      |
|                                                                                        | Partia Bloku Zachodniego                                                               | Doug Christie                                                                          | 4                                                                                      | 1                                                                                      | 3                                                                                      | *                                                                                      | -                                                                                      |                                                                                        | *                                                                                      | 1 094                                                                                  | 0.0%                                                                                   | *                                                                                      |
|                                                                                        | Animal Alliance Environment Voters Party of Canada                                     | Liz White                                                                              | 1                                                                                      | 1                                                                                      | 0                                                                                      | *                                                                                      | -                                                                                      |                                                                                        | *                                                                                      | 72                                                                                     | 0.0%                                                                                   | *                                                                                      |
|                                                                                        | Wakat                                                                                  | Wakat                                                                                  | Wakat                                                                                  | Wakat                                                                                  | Wakat                                                                                  | Wakat                                                                                  | 2                                                                                      |                                                                                        |                                                                                        |                                                                                        |                                                                                        |                                                                                        |
| Razem                                                                                  | Razem                                                                                  | Razem                                                                                  | 1634                                                                                   | 380                                                                                    | 1254                                                                                   | 308                                                                                    | 308                                                                                    | 308                                                                                    | -                                                                                      |                                                                                        | 100%                                                                                   |                                                                                        |
| Źródło: Elections Canada, CBC news                                                     |                                                                                        |                                                                                        |                                                                                        |                                                                                        |                                                                                        |                                                                                        |                                                                                        |                                                                                        |                                                                                        |                                                                                        |                                                                                        |                                                                                        |

## Slogany wyborcze głównych partii
| Partia        | Slogan w języku angielskim    | Slogan w języku francuskim               |
| ------------- | ----------------------------- | ---------------------------------------- |
| Liberałowie   | Choose your Canada            | Réussir le Canada                        |
| Konserwatyści | Stand up for Canada           | Changeons pour vrai                      |
| Demokraci     | Getting results for Canadians | Des réalisations concrètes pour les gens |
| Blok Quebecu  | Thankfully, the Bloc is here! | Heureusement, ici, c'est le Bloc!        |
| Zieloni       | We can                        | Oui, nous pouvons                        |